# Tammiku (Põltsamaa)
Tammiku is een plaats in de Estlandse gemeente Põltsamaa, provincie Jõgevamaa. De plaats heeft de status van dorp (Estisch: küla) en telt 59 inwoners (2021).
Tot in oktober 2017 hoorde Tammiku bij de gemeente Puurmani.
Bij Tammiku staat de Rootsiküla künnapuu, een fladderiep met een omtrek van 615 cm en een hoogte van 16 m. De boom heeft een beschermde status.

## Geschiedenis
Tammiku werd in 1628 voor het eerst genoemd onder de naam Tamick, een boerderij. Deze viel vanaf 1645 onder het landgoed van Puurmani. In 1797 werd Tammiku onder de naam Tamikult voor het eerst als dorp genoemd.
In 1977 werd het buurdorp Alaveski bij Tammiku gevoegd.